# 9774 Annjudge
9774 Annjudge è un asteroide della fascia principale. Scoperto nel 1993, presenta un'orbita caratterizzata da un semiasse maggiore pari a 2,5336770 UA e da un'eccentricità di 0,1247429, inclinata di 0,53936° rispetto all'eclittica.